# Bridal Veil Falls (North Carolina)
 For alternative betydninger, se Bridal Veil Falls. (Se også artikler, som begynder med Bridal Veil Falls)
Bridal Veil Falls er er et 13,7 m højt vandfald i Nantahala National Forest i Macon County i North Carolina. Vandfaldet ligger ved US Highway 64 knap 4 km nordvest for byen Highlands. Et lille stykke vej fører ind bag vandfaldet, og dette er det eneste vandfald i North Carolina, som man kan køre bag om i bil. 

## Historie
Oprindeligt blev al trafik på US Route 64 ført ind bag vandfaldet, men det gav problemer med is på vejbanen, når det var frostvejr samtidigt med at der var meget vand i floden. Derfor ændrede man hovedvejens rute, så den nu går på forsiden af vandfaldet, men bevarede det gamle vejstykke. Ved samme lejlighed blev der anlagt en pareringsplads, hvor besøgende kan parkere.

## Geologi
Bridal Veil Falls er et vandfald på en lille biflod til Cullasaja River. Vandet falder fra en overhængende skrænt, som tillader besøgende at gå eller køre ind bag vandfaldet, i den tørre sæson uden at blive våde, mens man bliver våd, hvis man prøver, når der er meget vand i floden. Under tørke tørrer vandløbet næsten ud, og så er det ikke meget vandfald tilbage.
I 2003 faldt et stort klippestykke ned fra klippen til venstre for vandfaldet, og den spærrede vejen for kørsel med bil, men en lokal entreprenør fjernede klippestykket i 2007.

## Andre vandfald i nærheden
Ikke langt fra dette vandfald finder man yderligere tre kendte vandfald, foruden en række sværere tilgængelige og derfor mindre kendte. De mest kendte er:
- Cullasaja Falls
- Dry Falls
- Quarry Falls

## Eksterne referencer
- Fotos og information Arkiveret 30. juli 2017 hos  Wayback Machine

35°04′20″N 83°13′44″V / 35.0722°N 83.229°V